# 변금련 2
"변금련 2"는 한국에서 제작된 엄종선 감독의 1992년 에로, 드라마 영화이다. 강리나 등이 주연으로 출연하였고 박태환 등이 제작에 참여하였다.

## 출연

### 주연
- 강리나

### 조연
- 김희라
- 배수천
- 최성호
- 이무정
- 한태일
- 오도규
- 주호성
- 정호대

## 기타
- 원작자: 배금택
- 제작실장: 나현식
- 조명: 정덕규
- 스틸: 박희재
- 조연출: 유우용
- 녹음: 손인호
- 특수화면제작: 윤종두
- 소품: 우종원
- 효과: 이재희